# Blauender Kahlkopf
Der Blauende Kahlkopf (Psilocybe cyanescens), auch Blaugrünfleckender oder Blaufärbender Kahlkopf genannt, ist eine Pilzart aus der Familie Hymenogastraceae. Wegen der klebrigen Hutoberfläche sind auch Trivialnamen mit der Bezeichnung Klebkopf gebräuchlich. Er wächst an Ruderalstandorten, blaut an Druckstellen und enthält halluzinogene Inhaltsstoffe.

## Merkmale

Strukturformel von Psilocybin

Der Blauende Kahlkopf bildet relativ robuste, in Hut und Stiel gegliederte Fruchtkörper mit zentral stehendem Stiel. Der Hut wird 1–7 cm breit ist zunächst kegelförmig, später flach und gewellt. Seine Oberfläche ist in feuchtem Zustand braun lederfarben und leicht klebrig, trocken fahl weiß oder gelblich bis ockerbraun. Die Lamellen haben eine zimt-, kastanien- oder graubraune, manchmal fast umbrabraune Farbe mit blasserer Schneide, sie sind ausgebuchtet angewachsen. Der 5–8 cm lange und 2–5 mm starke Stiel ist relativ steif und weißlich, im Alter kann er sich von der Basis her blau verfärben. Das Velum ist netzartig, dünn und weißlich. Der Fruchtkörper riecht dumpf und kartoffelartig oder nach Mehl. Im Alter verfärbt sich der Pilz an Druckstellen blaugrün.

## Ökologie
Der Blauende Kahlkopf besiedelt als Saprobiont verrottende Holz- und Pflanzenreste, er kommt auf ruderalen Standorten, an lichten Waldwegen und in Parkanlagen vor, seine Vorkommen sind unstet.

## Verbreitung
Der Blauende Kahlkopf kommt in Nordamerika, Nordafrika und Europa vor. In Europa wurden Funde aus Sardinien, Serbien, Italien, Frankreich, den Niederlanden, Großbritannien, der Schweiz, Österreich, Tschechien und Deutschland berichtet.

## Bedeutung
Der Blauende Kahlkopf wirkt aufgrund seines Psilocybin- und Psilocin-Gehalts psychedelisch und kommt deshalb als Speisepilz nicht in Frage. Wegen dieser Inhaltsstoffe ist der Besitz und Handel von Pilzen jener Art nach dem Betäubungsmittelgesetz in der BRD und den meisten anderen europäischen Ländern untersagt.